# باول مكندلز
باول مكندلز (بالإنجليزية: Paul McCandless)‏ هو عازف جاز أمريكي، ولد في 24 مارس 1947 في إنديانا في الولايات المتحدة.

## وصلات خارجية
- باول مكندلز على موقع ميوزك برينز (الإنجليزية)
- باول مكندلز على موقع أول ميوزيك (الإنجليزية)
- باول مكندلز على موقع ديسكوغز (الإنجليزية)